# Tonalá, Nicaragua
Tonalá, med  4 645 invånare (2005), är centralorten i kommunen Puerto Morazán i departementet Chinandega, Nicaragua. Den ligger i den västra delen av landet, 23 kilometer norr om Chinandega, på slättlandet väster om vulkanen San Cristóbal.